# Суккоташ
Суккоташ (від наррагансеттської msíckquatash — «варене зерно кукурудзи») — страва в основному з кукурудзи та квасолі або інших бобових. У страву можуть бути додані інші інгредієнти, помідори, зелений або червоний солодкий перець. Через відносно недорогі і легко доступні інгредієнтів, страва була популярна в часи Великої депресії в США.
Суккоташ є традиційною стравою на святкування Дня подяки в Новій Англії, Пенсільванії та інших штатах. У деяких частинах американського Півдня, будь-яка суміш овочів, приготованих з квасолею і додаванням смальцю або вершкового масла називається суккоташ.